# Глейзер, Милтон
Милтон Глейзер (26 июня 1929, Нью-Йорк — 26 июня 2020, там же) — американский графический дизайнер, создатель журнала New York Magazine, автор постера с изображением Боба Дилана и символа Нью-Йорка — логотипа «I Love New York».

## Биография
Милтон Глейзер родился в Нью-Йорке в еврейской семье с венгерскими корнями. В семнадцать лет окончательно решил стать художником. Поступил в Манхэттенскую школу музыки и искусств, затем закончил частный нью-йоркский колледж Купер-Юнион и Академию изящных искусств в Болонье (класс Джорджо Моранди).
По возвращении в Нью-Йорк в 1954 году совместно с Сеймуром Квастом, Рейнолдсом Раффинсом и Эдвардом Сорелем, бывшими сотрудниками журнала Esquire, открыл дизайнерскую студию Push Pin. В 1968 году Глейзер с Клаем Фелкером основал журнал New York Magazine и до 1977 года был его президентом и дизайн-директором. Одна из колонок журнала, посвящённая информации о дешёвых ресторанах Нью-Йорка, семь лет спустя переросла в книгу «Подпольный гурман», написанную Глейзером совместно с Джеромом Шнайдером. В 1974 году Глейзер основал на Манхэттене дизайнерскую студию Milton Glaser, Inc.
В 1977 году участвовал в проекте по разработке логотипа Нью-Йорка. Его эмблема — I Love New York — стала частью американской поп-культуры. В 1983 году вместе с Уолтером Бернардом Глейзер создал WBMG — графическую дизайнерскую фирму для прессы — ставшую разработчиком более 50 периодических изданий по всему миру. Среди модернизаций WBMG — такие издания как The Washington Post, La Vanguardia, О Globo, National Post, Alma и проч.
С 1961 года Глейзер преподавал и читал лекции в университетах (к примеру, в Американском институте графических искусств), состоял в совете директоров колледжа Купер-Юнион, являлся членом правления Школы визуальных искусств Нью-Йорка, публиковал многочисленные эссе на темы дизайна, искусства, профессии дизайнера, творческого процесса. Он — автор обучающей программы по графическому дизайну.
В 2004 году Глейзер получил награду от Национального музея дизайна за значительный вклад в развитие современного дизайна. В 2009 году Барак Обама вручил ему во время церемонии в Белом доме Национальную медаль искусств за выдающиеся достижения и поддержку искусства.